# Baltasar Troncoso
Baltasar Troncoso y Sotomayor, fue un grabador mexicano del siglo XVIII, activo entre los años 1743 - 1760.

## Su obra
En 1789 por disposición real se debía recoger y conservar láminas grabadas con estampas. Los materiales comunes eran zinc, acero o cobre. Esto resultó en la posibilidad de reproducir ilimitadamente las imágenes, lo cual permitió una gran difusión de estas. El grabado del Cristo del Socorro de las Benditas Ánimas del Purgatorio es de finales del s. XVIII.
La obra ilustra el frente y la parte trasera de la figura de Cristo. Resalta rápidamente el aspecto desgarrador de la flagelación; sin embargo, el rostro luce amable. De esto que pueda afirmarse la imagen como una representación de la súplica religiosa, método para abogar por las almas que yacen en el purgatorio. Destaca el cortinaje y la forma en que desciende desde la parte alta del grabado. La pierna ligeramente hacia el frente recuerda el Contrapposto del renacimiento.